# Barbora Dibelková
Barbora Pitáková-Dibelková (* 25. květen 1983, Čáslav) je bývalá česká atletka – sportovní chodkyně, členka klubu USK Praha. Jejím největším úspěchem v kariéře bylo 5. místo na Mistrovství světa v atletice 2005 v Helsinkách. Vystudovala 3. lékařskou fakultu UK, po skončení závodní kariéry působí v nemocnici Jilemnice, specializuje se na sportovní medicínu. V roce 2008 se provdala za svého trenéra Ivo Pitáka, s nímž má dvě děti.